# National Air and Space Museum
National Air and Space Museum (NASM) är ett museum som ingår i Smithsonian Institution och som är beläget längs med National Mall i Washington, D.C. i USA, som har världens största samling av historiska luft- och rymdfarkoster. Museet inne i Washington, D.C. öppnade 1946, har funnits i den nuvarande byggnaden sedan 1976 och har miljontals besökare årligen.
Sedan 2006 har National Air and Space Museum även en stor sidoanläggning Steven F. Udvar-Hazy Center som är belägen i anslutning till huvudstadsområdets internationella huvudflygplats, Dulles International Airport i Virginia och som rymmer än fler föremål.
Fram till hösten 2022 var National Air and Space Museum vid National Mall i Washington, D.C. stängt på grund av renovering, men dess annex, Steven F. Udbar-Hazy Center var öppet.

## Bakgrund

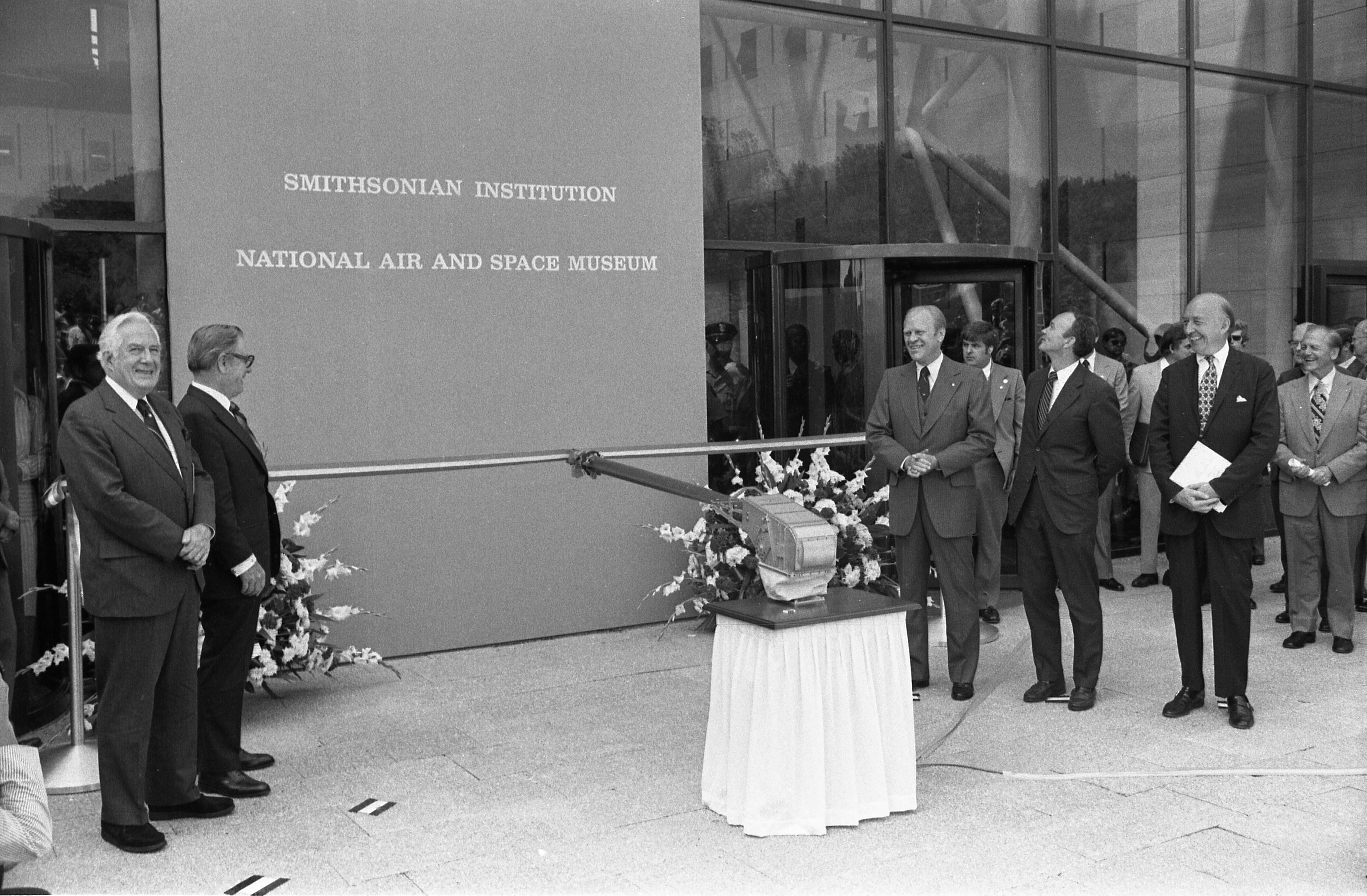
Bild från invigningen den 2 juli 1976 med USA:s chefsdomare Warren Burger, USA:s vicepresident Nelson Rockefeller, USA:s president Gerald Ford samt astronauten Michael Collins.

Museet, vars ursprungliga namn var National Air Museum grundades 1946 efter lagförslag i USA:s kongress som därefter undertecknades av USA:s president Harry S. Truman. I samlingarna fanns då föremål från USA:s 100-årsjubileumsutställning (Centennial Exposition) i Philadelphia. Ett stort antal föremål från USA:s armé och USA:s flotta från första världskriget donerades även. Någon permanent utställningsbyggnad saknades dock och de flesta föremålen var förrådsställda. Rymdkapplöpningen under 1960-talet föranledde ett namn byte liksom federala anslag för uppförandet av en permanent museibyggnad.
Byggnaden till National Air and Space Museum är en välkänd representant för efterkrigstidens modernistiska arkitektur i USA:s huvudstad. Givet byggnadens närhet till Kapitolium önskade Smithsonian Institution en museibyggnad med en imponerande arkitektur, men som samtidigt inte skulle överglänsa Kapitolium. Arkitekten Gyo Obata från Hellmuth, Obata and Kassabaum i St. Louis fick uppdraget och den nuvarande museibyggnaden stod färdig och invigdes under 1976, mitt under United States Bicentennial, USA:s 200-årsjubileum.
Museet är ett av de mest välbesökta av museerna som ingår i Smithsonian Institution och har världens största samling av flygplan, raketer och rymdfarkoster. NASM är också ett viktigt centrum for forskning kring luft- och rymdfartens historia. Nästan alla av utställningsobjekten är original med ett fåtal repliker.
Sedan 2018 har huvudmuseet genomgått en ombyggnad, renovering och omgestaltning av utställningarna, den första genomgripande sedan invigningen 1976.
Förutom museet inne i Washington och Steven F. Udvar-Hazy Center i norra Virginia finns "Silver Hill" (Paul E. Garber Preservation, Restoration, and Storage Facility) i Prince George's County i Maryland där föremål som inte ingår i utställningarna förvaras.

## Föremål (urval)

### Luftfarkoster vid NASM (urval)

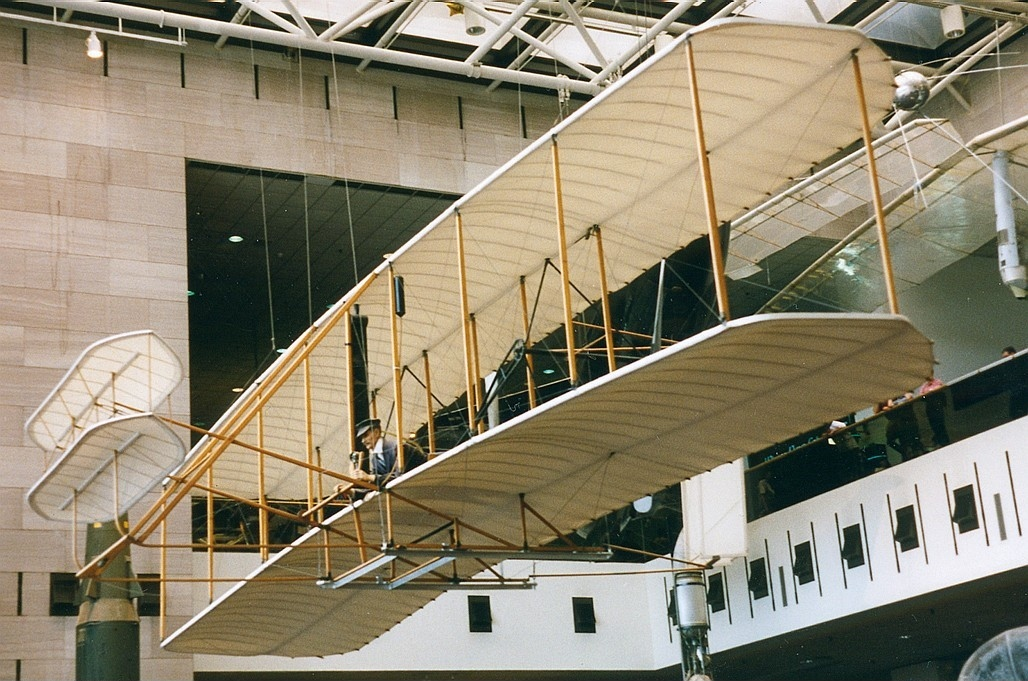
Wright Flyer I, byggt av Bröderna Wright och världens första fungerande motorflygplan, 17 december 1903 i Kill Devil Hills, North Carolina.
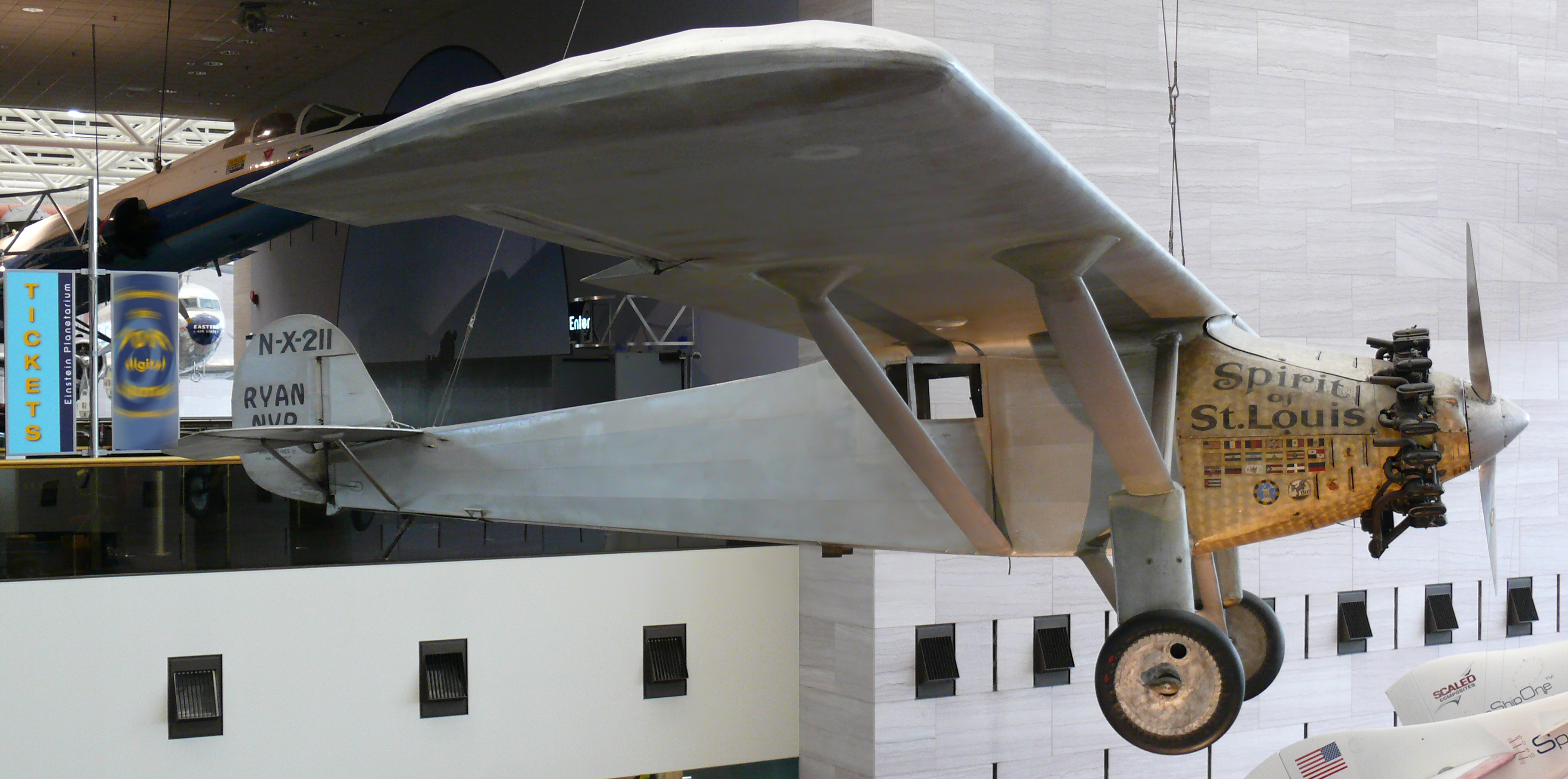
Spirit of St. Louis, flygplanet som Charles Lindbergh flög solo över Atlanten i 20-21 maj 1927 från Long Island, New York, USA till Frankrikes huvudstad Paris.
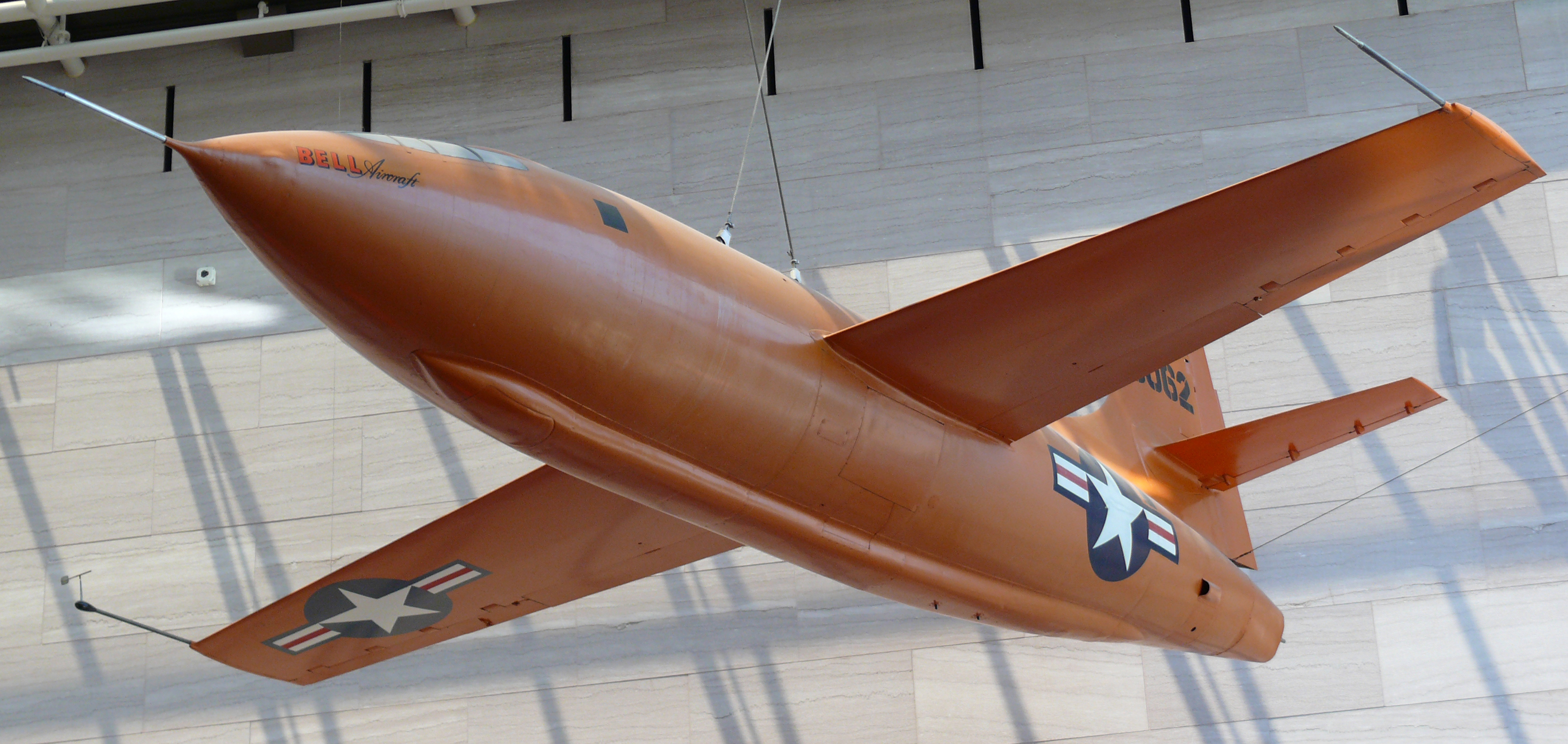
Bell X-1, första flygplanet som under kontrollerade former bröt ljudvallen, med Chuck Yeager bakom spakarna, 14 oktober 1947.
North American X-15 satte 10 mars 1967 hastighetsrekordet för konventionella flygplan med machtalet 6,7 (6,7 gånger ljudhastigheten).

### Rymdfarkoster vid NASM (urval)

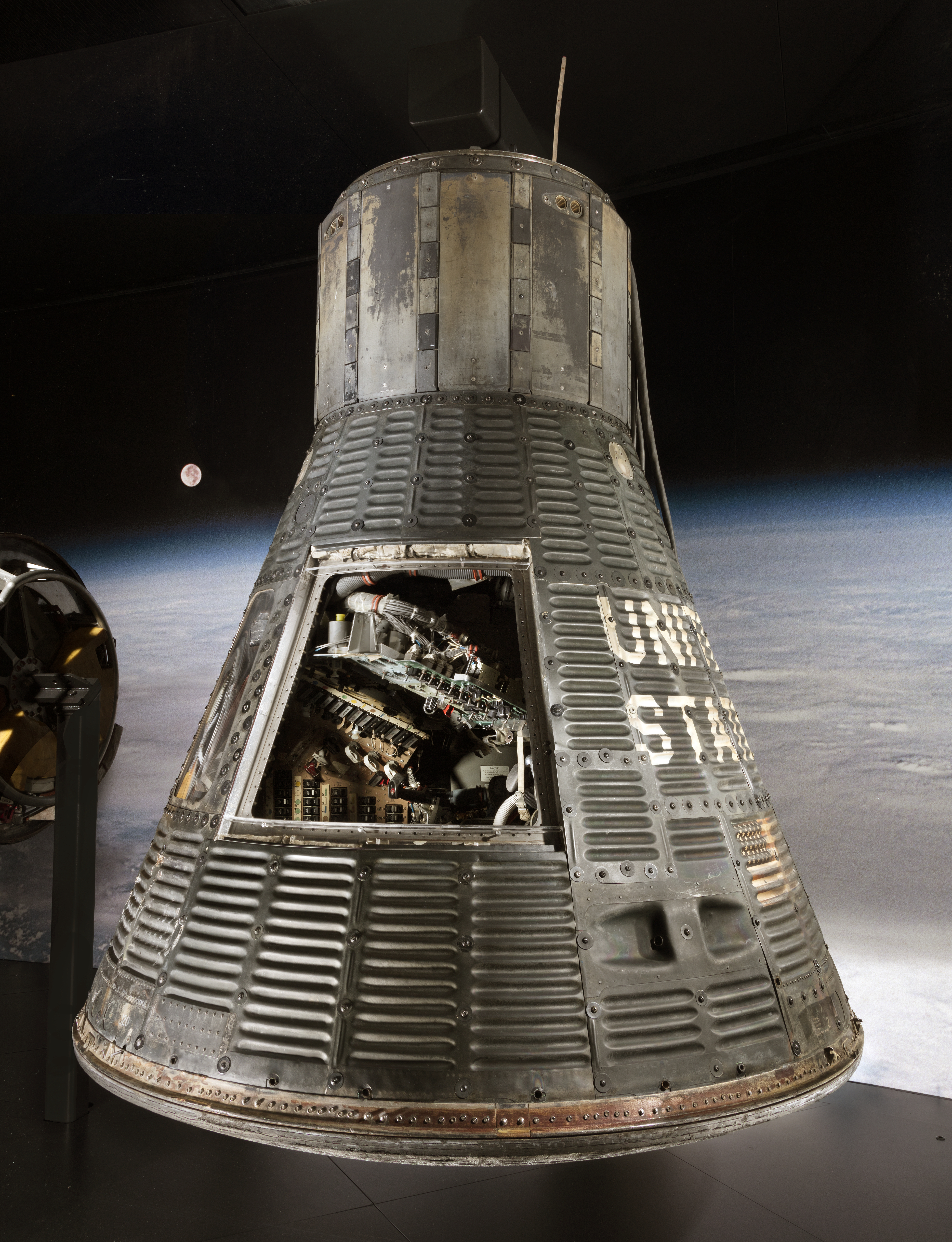
Kapseln som John Glenn flög runt jorden i 1962 (Mercury 6).
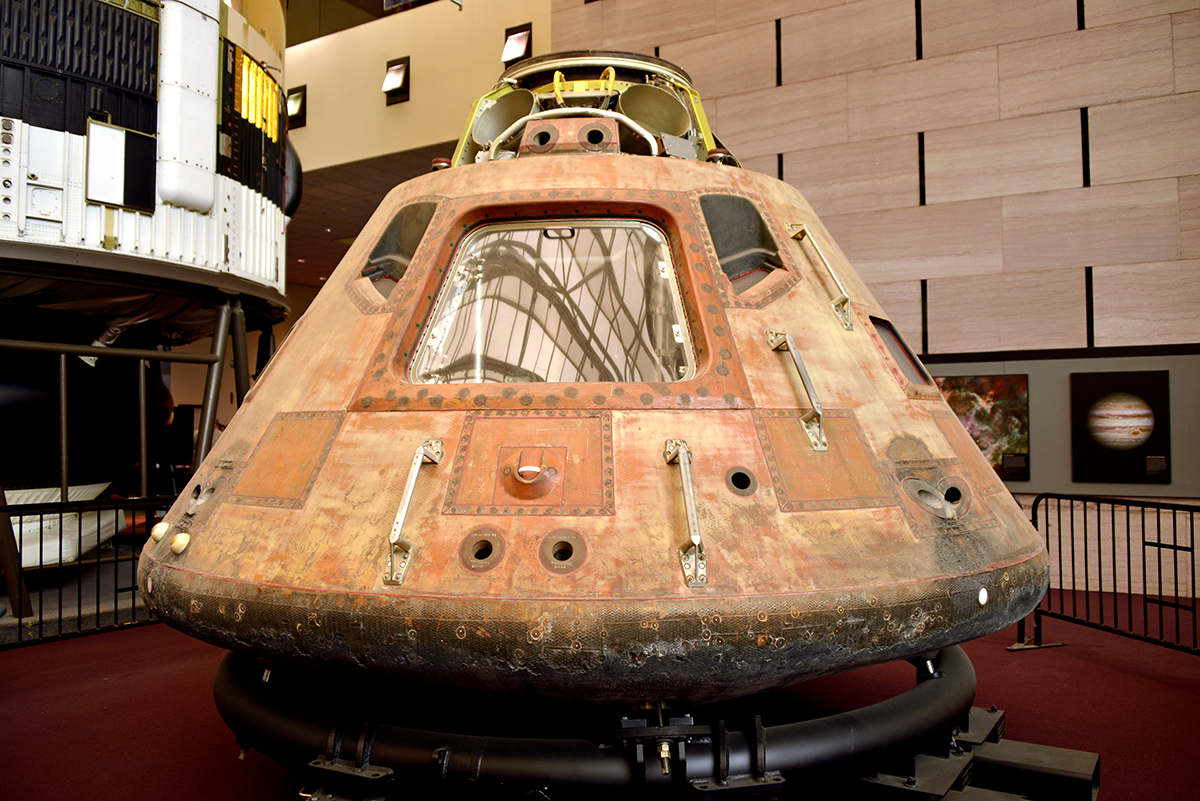
kommando- och servicemodulen Columbia från Apollo 11.
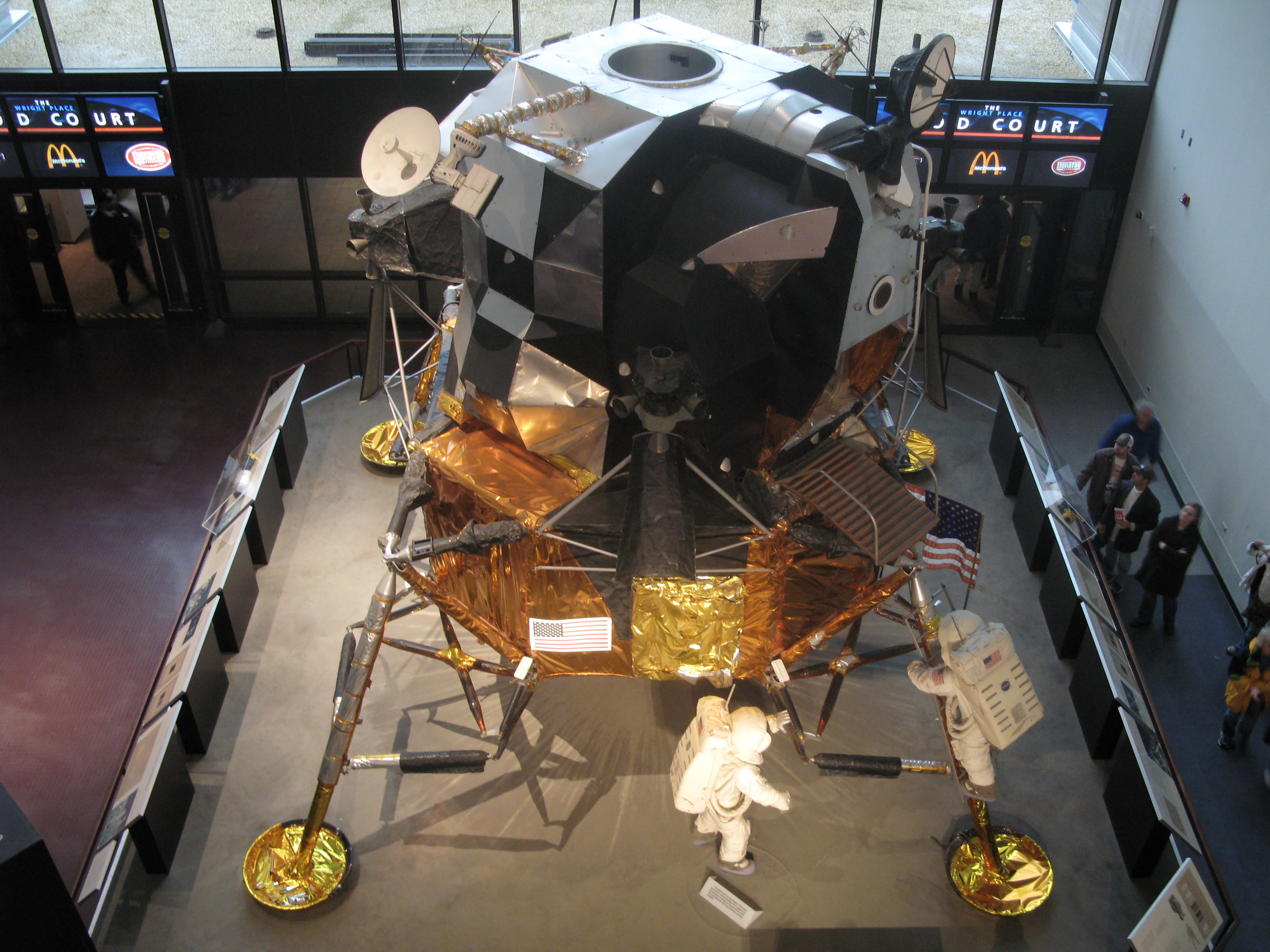
Månlandaren LM 2.
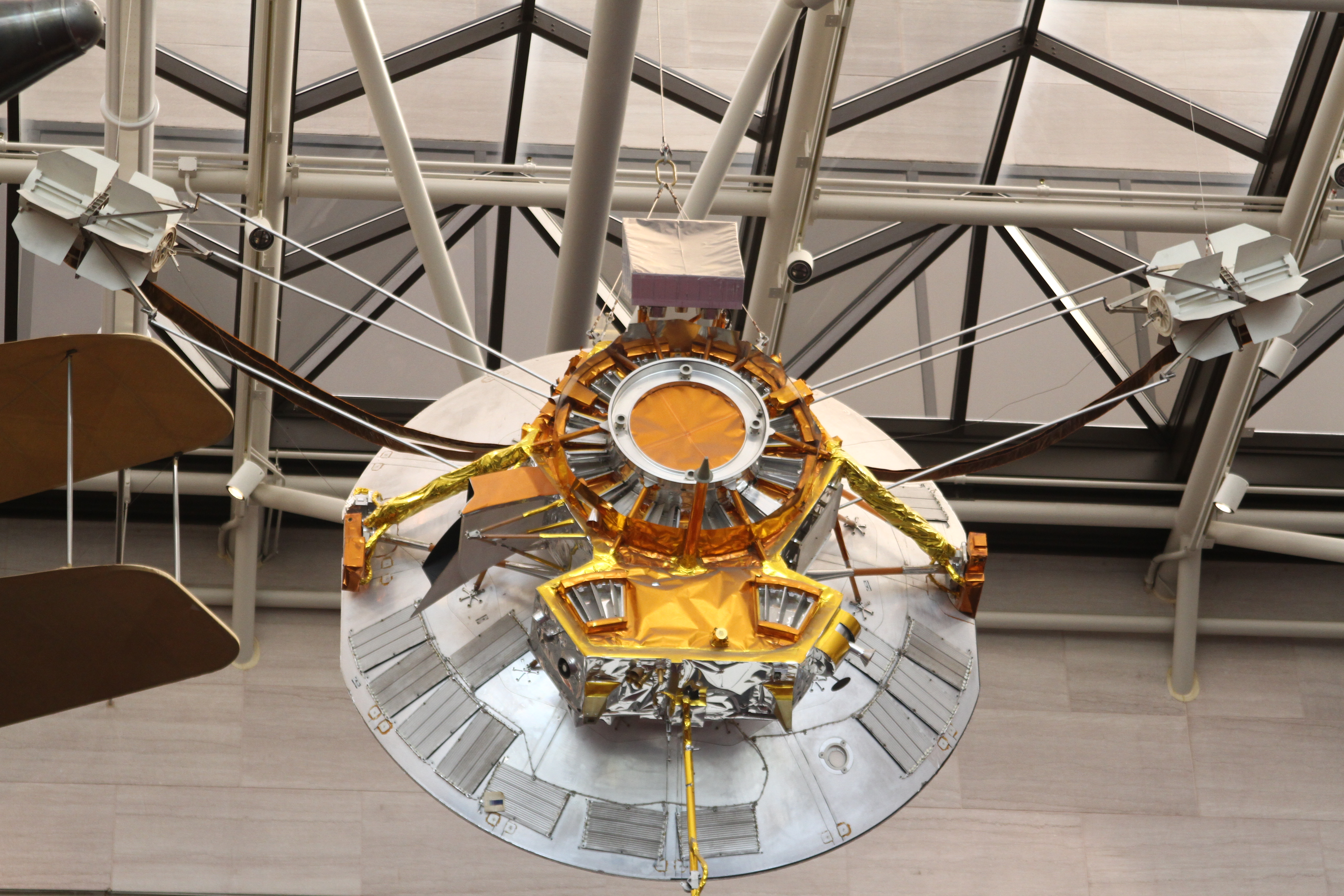
Rymdsonden Pioneer H
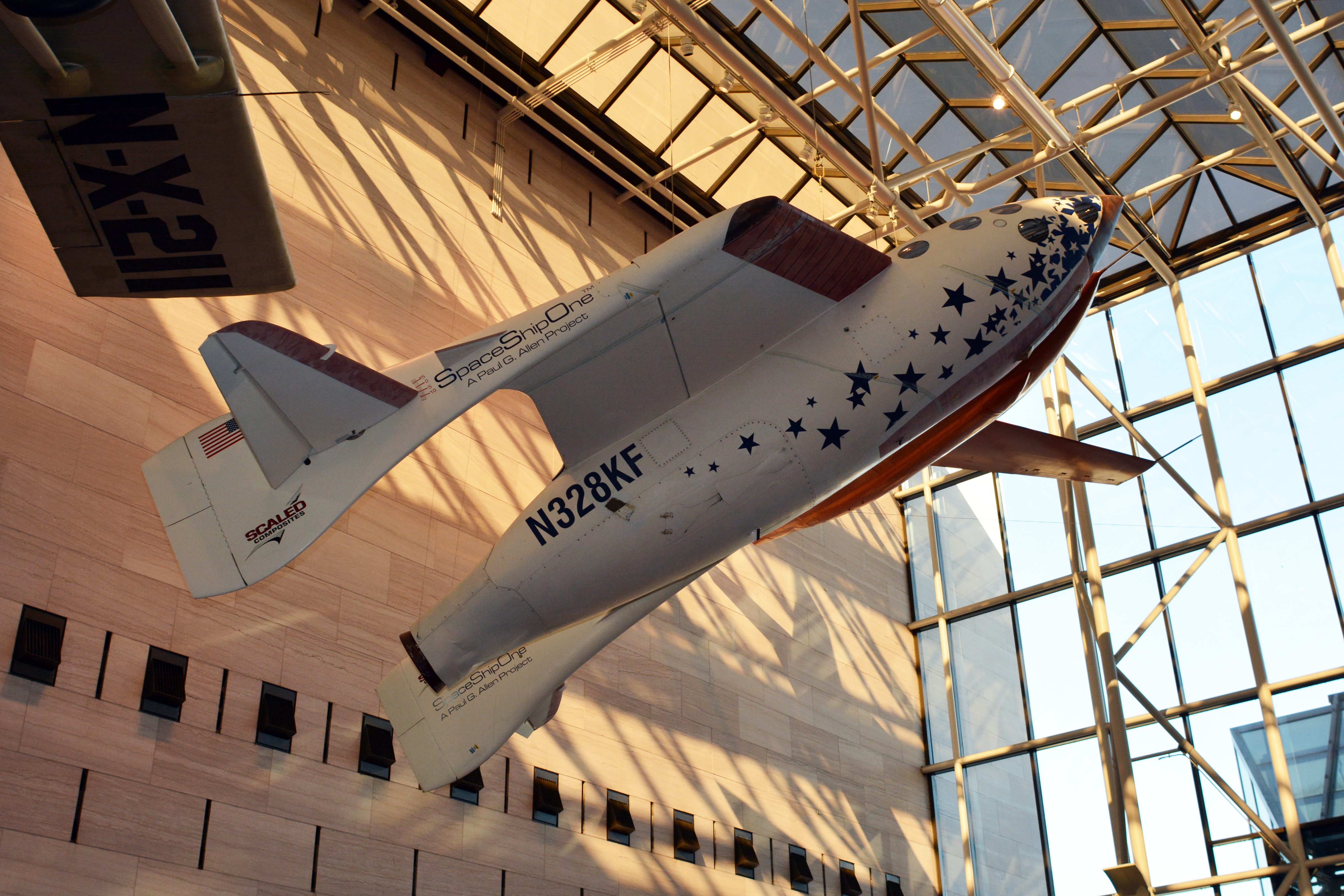
SpaceShipOne.

### Övriga rymd- eller luftfartsrelaterade föremål

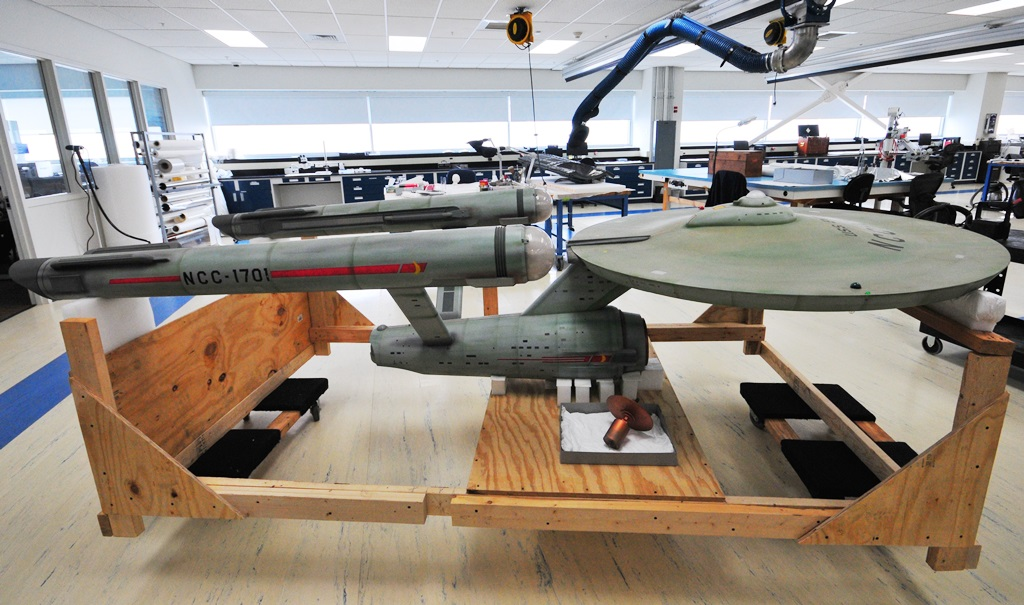
Modell av rymdskeppet Enterprise som användes i den ursprungliga Star Trek-serien på 1960-talet.
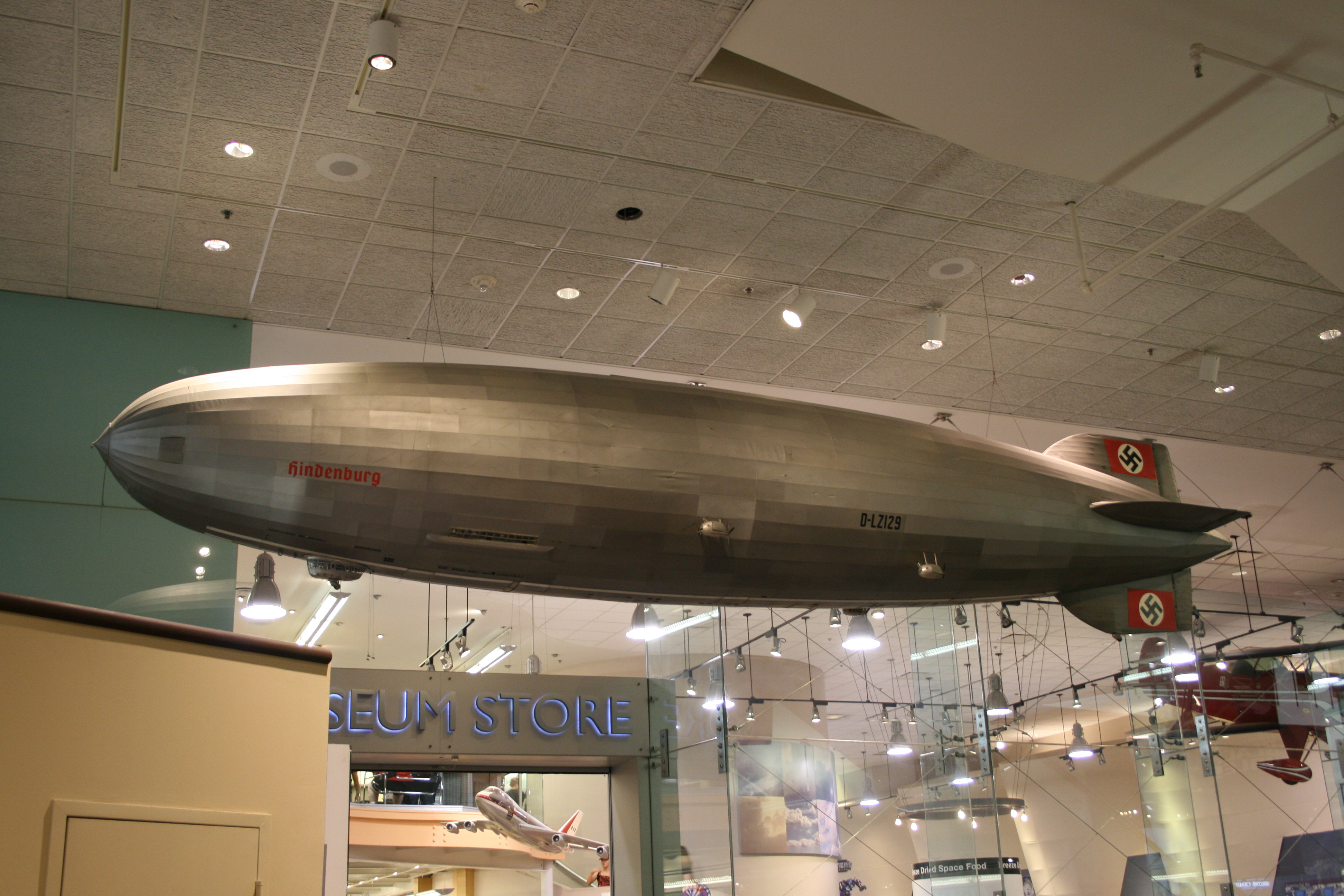
Modell av Luftskeppet Hindenburg som användes i långfilmen från 1975 i regi av Robert Wise.

### Andra föremål
- Bendixtrofén
- Sten från månen